# All This Time (Pick-Me-Up Song)
All This Time (Pick-Me-Up Song) (englisch für: „Die ganze Zeit“) ist ein Popsong der norwegischen Popsängerin Maria Mena aus dem Jahr 2008.

## Entstehung und Veröffentlichung
Die Interpretin Maria Mena und Martin Sjølie schrieben All This Time (Pick-Me-Up Song). Martin Sjølie fungierte als Produzent. Die Erstveröffentlichung von All This Time (Pick-Me-Up Song) erfolgte am 19. September 2008 als Single beim Label Columbia Records. Am 9. September 2008 erschien es als Teil von Menas viertem Studioalbum Cause and Effect.
In dem Lied geht es um den Rat eines guten Freundes in einer Liebesbeziehung, diese nicht voreilig zu beenden. Das lyrische Ich bezeichnet seine gute Freundin als selbstzerstörerisch und klein und fordert sie auf, die Schuld nicht immer auf die anderen zu schieben und ihren Freund anzurufen, um sich zu entschuldigen, weil sie ihn gestern Nacht mit ihren Worten ganz schön vor den Kopf gestossen habe. („You self-destructive, little girl, Pick yourself up, don’t blame the world, So, you screwed up, but you’re gonna be okay. Now, call your boyfriend and apologize, You pushed him pretty far away last night“).
Das dazugehörige Musikvideo verzeichnete im Mai 2024 auf der Videoplattform YouTube über 4,7 Millionen Aufrufe.

## Rezeption

### Chartplatzierungen
| ChartsChartplatzierungen | Höchstplatzierung | Wochen |
| ------------------------ | ----------------- | ------ |
| Deutschland (GfK)        | 15 (32 Wo.)       | 32     |
| Norwegen (IFPI)          | 7 (17 Wo.)        | 17     |
| Österreich (Ö3)          | 7 (26 Wo.)        | 26     |
| Schweiz (IFPI)           | 14 (34 Wo.)       | 34     |

| ChartsJahrescharts (2008) | Platzierung |
| ------------------------- | ----------- |
| Deutschland (GfK)         | 91          |
| Österreich (Ö3)           | 68          |
| Schweiz (IFPI)            | 91          |

### Auszeichnungen für Musikverkäufe
| Land/Region        | Auszeichnungen für Musikverkäufe (Land/Region, Auszeichnung, Verkäufe) | Verkäufe |
| ------------------ | ---------------------------------------------------------------------- | -------- |
| Deutschland (BVMI) | Gold                                                                   | 150.000  |
| Schweiz (IFPI)     | Gold                                                                   | 15.000   |
| Insgesamt          | 2× Gold ·                                                              | 165.000  |